# 吳回 (香港)
吳回（英語：Ng Wui，1913年12月3日—1996年3月1日），原名吳耀民，香港已故著名粵語片導演及演員。其妻為粵語片演員葉萍。

## 生平
吳回生于廣州一個富裕家庭，求學期間很喜歡話劇，與同學在校也演出話劇，他還兼任自導自演。1929年入讀廣東電影學院、廣東戲劇研究所附設的話劇系，與盧敦、李晨風等為同窗。早年曾在電影院擔任過默片解說，1939年投身香港電影界，在《血淚情花》等片擔任小角色，其後演出多部粵語片作品，也做些幕後工作；1940年盧敦開拍神話片《斬龍遇仙記》，邀吳回演出並擔任製片。同年加入大觀聲片有限公司，參演《人海淚痕》(1940年)。由於他在《人海淚痕》的演出令人注目，大觀其後製作的影片如《民族的吼聲》、《流亡之歌》、《夜上海》都有他的份兒、而在1941年，大觀更讓吳回執起導演筒，拍成《今宵重見月團圓》，由張瑛、胡美倫主演。又與李晨風合導了《阮氏三雄》。正當吳回以為可以在電影圈大展拳腳之際，這年年底日本人攻陷香港，吳回遂回到中國大陸，在廣州灣組成了明星劇團，與黃曼梨、李晨風、盧敦在當地演出，以維生計，等到1945年(日本偷襲美國珍珠港事件中，遭美軍投下原子彈還擊，日本戰敗投降) 香港光復後，吳回返回香港。
1947年，吳回重投影圈，既當演員也當導演，他執導的《淚灑相思地》、《天賜良緣》，1948年的《百子千孫》都是李晨風編劇。當時李晨風還未當導演，其劇本對吳回的幫助很大。由1948年開始，吳回逐漸成為香港知名粵語片導演，執導的影片大量增加，年產十部片左右，需求的劇本也就增加，這時他認識了秦劍，採用了他的《紅顏未老恩先斷》，並由兩人聯合編導。那時秦劍初露頭角，而吳回破格提拔秦劍當聯合導演，為秦劍的電影事舖開一條坦途。《紅顏未老恩先斷》由白雲（白雲是戰前已在上海走紅的演員）、紫羅蓮合演，是部反封建的古裝悲劇，由永茂公司出品。
吳回拍片以又多又快又好見稱，最保守估計他共拍了二百二十多部影片，文藝、喜劇、偵探、懸疑、動作樣樣皆能、他最多產的兩年是1951年與1952年，各執導了十七部影片，平均三星期便完成一部影片。他拍片快的竅門是利用不同佈景跳鏡拍攝，在同一時間內拍不同的戲場。吳回是第一個向天空小說（電台廣播小說）打主意的導演，1949年他把當時最受歡迎的天空小說作家李我的《夢斷殘宵》拍成電影，由吳楚帆與紫羅蓮主演，因此片賣座，李我的三十多個天空小說陸續搬上銀幕，而吳回便執導了十二部，包括《凌宵孤雅》（1950年）、《雪影寒梅》（1951年）、《豪華世家》（1954年）等。
吳回曾響應吳楚帆發起的「粵語片清潔運動」，遏製粵語片粗製濫造嚴重現象。
1952年他與吳楚帆、張瑛、白燕、紫羅蓮、李晨風等二十一位粵語片中流砥柱，組成中聯公司，要拍一些有意義的好片。「中聯」創業作《家》便由吳回執導。中聯出品的四十四部片中，他拍了二十部（包括聯合導演），包括《金蘭姊妹》（1954年）、《寶蓮燈》（一至三集，1956至1956年）、《錢》（1959年）、《人》（1960年）、《海》（1963年）等。此外，新聯公司的創業作《敗家仔》（1952年）與張活游、白燕合組的山聯公司的創業作《芸娘》（1954年），都是由吳回執導。
1959年，吳回與李鐵、羅志雄、李晨風合作導演的《豪門夜宴》，被譽為“香港最好的電影時代最佳作品”。六十年代他與黃岱、莫康時、龍圖、胡鵬、馮志剛、李鐵、黃鶴聲、盧雨岐、珠璣九位導演結義為兄弟，稱為「十兄弟」，此后合稱十大導，吳回排第七。後來，十人聯合執導《錦繡天堂》（1964年），十大導都粉墨登場，是當年影壇盛事。
吳回在1970年加入麗的映聲（麗的電視前身），起初並非擔任演員而是當編導，拍過《真功夫》等劇集，後因年事已高，應付不到編導的緊張工作，於是專心演戲，讓他過足戲癮。吳回擅演小人物，主要飾演父親等類型的老年長輩角色。如《大地恩情》的楊大可，《變色龍》的鄺大全等，這些小人物開正他的戲路，有足夠篇幅給他盡情發揮。
吳回縱橫影圈數十載，跟張瑛、李晨風最為投契。1980年代中期，吳回夫婦在廣東中山自置物業過退休生活。1990年代，他偶爾抽空回港演出。最後一部參演作品是周星馳主演的《九品芝麻官》，飾演包龍星父親「包不同」。
1994年，他獲香港電影導演會頒發「終身成就獎」，1996年3月1日於中山病逝，香港電影界在香港浸會大學會堂為他舉行追悼會。

## 作品

### 電影演出
- 薄情郎（1939年）
- 南國姊妹花（1939年） 飾 小蝶父
- 血淚情花（1939年）
- 古墓冤魂（1939年）
- 黑夜煞星（1939年） 飾 王升
- 人海淚痕（1940年）
- 斬龍遇仙記（1940年）
- 烽火故鄉（1941年） 飾 老鼠仔
- 學宮春色（1941年）
- 民族的吼聲（1941年）
- 天上人間（1941年）
- 夜上海（1941年）
- 流亡之歌（1941年）
- 阮氏三雄（1941年）
- 花街神女（1941年） 飾 平山
- 週身膽鬧廣州（1947年） 飾 南江
- 歡喜冤家（1947年）
- 鐵膽（1947年） 飾 老襯標
- 狂風雨後花（1947年）
- 月圓人未圓（1947年）
- 含笑飲砒霜（1947年）
- 何處是儂家（1947年）
- 牛精良大鬧香港（1947年） 飾 韓蘭根
- 胡不歸（下卷）（1947年） 飾 李先生
- 松嶺恩仇記（1947年）
- 小夫妻（1947年） 飾 蹺鴨
- 蝴蝶夫人（1948年） 飾 祖父
- 紅顏未老恩先斷（1948年）
- 幾度春風（1948年） 飾 老黃
- 血海爭雄（1948年）
- 此恨編綿無絕期（1948年） 飾 蔡秘書
- 衣冠禽獸（1948年）
- 蝙蝠大盜（1948年）
- 痴心女子負心郎（1949年）
- 滿江紅（1949年） 飾 黃祖永
- 逼上梁山（1950年） 飾 張得標
- 罪惡鎖鍊（上集）（1950年） 飾 警探
- 戴森奇案（1950年）
- 擺錯迷魂陣（1950年） 飾 鄒伯父
- 花落紅樓（1950年）
- 三打祝家莊（上集）（1951年）
- 銀海春光（1951年）
- 三打祝家莊（下集）（1951年）
- 冷月伴郎歸（1952年）
- 一對胭脂馬（1952年）
- 日出（1953年）
- 情劫姊妹花（1953年）
- 春（1953年）
- 豪華世家（1954年）
- 金蘭姊妹（1954年）
- 後窗（1955年）
- 兩地相思（1955年）
- 七重天（1956年）
- 三入閻王殿（1956年）
- 勾魂使者（1956年）
- 亂世紅伶（1956年）
- 原野（1956年）
- 水滸傳：知取生辰綱（1957年）
- 甜姐兒（1957年）
- 雷雨（1957年） 飾 魯貴
- 小歌女（1958年）
- 大冬瓜（1958年）
- 烽火佳人（1958年）
- 豪門夜宴（1959年）
- 金枝玉葉（1959年）
- 毒丈夫（1959年）
- 路（1959年）
- 夜夜望娘婦（1962年）
- 難得有情郎（1962年）
- 步步追蹤（1962年）
- 薄命紅顏（1963年）
- 女偵探（1963年）
- 大富之家（1963年）
- 怪俠燕子飛（1963年）
- 春到人間（1963年）
- 昨夜夢魂中（1963年） 飾 阿成
- 香城艷屍（1964年）
- 遺產一百萬（1966年）
- 青春兒女（1967年）
- 奪魄幽靈（1968年）
- 飛賊白菊花（1969年）
- 天賜橫財（1969年）
- 嫁衣（1970年）
- 迷人的愛情（1970年）
- 香港七三（1974年）
- 成記茶樓（1974年）
- 亂龍搏懵（1977年）
- 狗咬狗骨（1978年）
- 馬場風暴（1978年）
- 師爸（1980年）
- 老襯當旺（1981年）
- 花煞（1982年）
- 鼓手（1983年）
- 家在香港（1983年）
- 毀滅號地車（1983年）
- 愛奴新傳（1984年）
- 神探父子兵（1988年）
- 老虎出監（1989年）
- 天若有情（1990年）
- 哥哥的情人（1992年）
- 天若有情II之天長地久（1993年）
- 赤腳小子（1993年）
- 九品芝麻官（1994年）飾 包不同

### 執導作品
- 今宵重見月團圓（1941年）
- 阮氏三雄（1941年）
- 淚灑相思地（1947年）
- 天賜良緣（1947年）
- 妙手偷香（1948年）
- 紅顏未老恩先斷（1948年）
- 顛鸞倒鳳（1948年）
- 百子千孫（1948年）
- 血海爭雄（1948年）
- 蝙蝠大盜（1948年）
- 黃金世界（1948年）
- 孤兒救祖（1949年）
- 雙喜臨門（1949年）
- 紫霞杯（1949年）
- 夢斷殘宵（1949年）
- 鳳入龍樓（1949年）
- 可憐閨裡月（1949年）
- 夜破藏香洞（1949年）
- 癡心女子負心郎（1949年）
- 劫後孤兒（1950年）
- 凌霄孤雁（1950年）
- 罪惡鎖鍊（下集）（1950年）
- 戴森奇案（1950年）
- 花落紅樓（1950年）
- 梵宮情淚（1950年）
- 兒心碎母心（1950年）
- 鬼屋（1950年）
- 罪惡鎖鍊（上集）（1950年）
- 黑天堂（1950年）
- 人海萬花筒（1950年）
- 年晚錢（1950年）
- 萬劫情鴛（1950年）
- 烏龍將軍（1950年）
- 怪錯有情郎（1951年）
- 飄零燕（1951年）
- 嫁錯金龜婿（1951年）
- 福至心靈（1951年）
- 雪影寒梅（1951年）
- 從此蕭郎陌路人（1951年）
- 美人恩（1951年）
- 無限恩情無限恨（1951年）
- 冷落春宵（1951年）
- 紅樓新夢（1951年）
- 情天孤雁（1951年）
- 新胡不歸（1951年）
- 烏龍姻緣（1951年）
- 凌貴興三打梁天來（1951年）
- 魔宮妖后（1951年）
- 霓裳恨（1951年）
- 人約黃昏後（1951年）
- 新胡不歸（1951年）
- 花開燕子歸（1952年）
- 冷月伴郎歸（1952年）
- 敗家仔（1952年）
- 兩個刁蠻女三戲蕭月白（1952年）
- 貪賤夫妻百事哀（1952年）
- 十個肥女嫁廋郎（1952年）
- 古靈精怪（1952年）
- 一對胭脂馬（1952年）
- 龍鳳花燭（1952年）
- 難為了爸爸（1952年）
- 阿牛新傳（1952年）
- 長恨歌（1952年）
- 花好月圓（1952年）
- 時來運到（1952年）
- 兒女情長（1952年）
- 如意吉祥（1952年）
- 家（1953年）
- 一家親（1953年）
- 雙雄鬥智（1953年）
- 新唐伯虎點秋香（1953年）
- 養子當知父母恩（1953年）
- 新婚記（1953年）
- 火樹銀花相映紅（1953年）
- 有心唔怕遲（1953年）
- 秋雨殘花（1953年）
- 百變婦人心（1954年）
- 人隔萬重山（1954年）
- 母親（1954年）
- 山水有相逢（1954年）
- 改期結婚（1954年）
- 太平山下（1974年）

### 電視劇製作（麗的電視）
- 1976年 《十大奇案(II)》 (編導)
- 1976年 《無語間蒼天》 (監製)
- 1977年 《電視人》 (編導)
- 1977年 《大件事》 (編導)
- 1978年 《奇兵36》 (編導)
- 1978年 《危險人物》 (編導)
- 1987年 《文學電視》之《雷雨》 (舞台顧問)

### 電視劇演出（麗的電視/亞洲電視）
- 1978年 《鱷魚淚》 飾 盧成
- 1978年 《危險人物》
- 1978年 《變色龍》 飾 鄺大全
- 1978年 《浣花洗劍錄》 飾 周方
- 1979年 《大白鯊》
- 1979年 《新變色龍》 飾 文叔
- 1980年 《浮生六劫》 飾 馬德
- 1980年 《人在江湖》 飾 村民/波爺
- 1980年 《大地恩情之家在珠江》 飾 楊大可
- 1980年 《太極張三豐》 飾 陶石麟
- 1981年 《女媧行動》 飾 成伯
- 1981年 《青春三重奏》 飾 孫伯
- 1981年 《少年黃飛鴻》飾 陸阿彩
- 1981年 《大昏迷》飾 泰叔
- 1981年 《IQ成熟時》 飾 老先生
- 1981年 《再會太平山》 飾 吳大吉
- 1981年 《對對糊》 飾 骨叔
- 1981年 《大俠霍元甲》 飾 張炳 (秋野太郎)
- 1981年 《天使危機》 飾 莫熹（熹伯）
- 1981年 《阿啦担梯》 飾 爺爺
- 1982年 《陳真》 飾 金廳長
- 1982年 《凹凸神探》 飾 李察
- 1982年 《家春秋》飾 馮樂山
- 1982年 《家姐、細佬、飛髮舖》 飾 亞松
- 1983年 《一江春水向東流》 飾 陳長吉
- 1983年 《家姐、細佬、飛髮舖第二輯》 飾 亞松
- 1983年 《鐵膽英雄》 飾 喃嘸四
- 1983年 《再向虎山行》 飾 添叔
- 1983年 《新不了情》 飾 文叔
- 1983年 《少女慈禧》 飾 蘭父
- 1984年 《霍東閣》 飾 沈三路
- 1985年 《第四代》飾 施樂坤
- 1985年 《諸葛亮》 飾 玄機道人
- 1986年 《冒險家樂園》 飾 王照一
- 1986年 《哪吒》 飾 老伯
- 1986年 《清末四大奇案之太原奇案》 飾 莫老實
- 1987年 《龍的小子》
- 1987年 《滿清十三皇朝》 飾 王賓
- 1987年 《文學電視之雷雨》 飾 魯貴
- 1988年 《張保仔》 飾 大膽爺
- 1988年 《黑夜》 飾 張伯

## 獎項
- 1994年 香港電影導演會「終身成就獎」

## 外部連結
- 初探吳回
- 初探吳回（一、緒論）
- 香港粵語片名導吳回[永久]
- 吳回在互联网电影资料库（IMDb）上的資料（英文）（英文）
- 吳回在香港影庫上的簡介
- 吳回在豆瓣上的资料（简体中文）
- 吳回在时光网上的簡介（简体中文）